# 이강년 (1858년)
이강년(李康秊, 1858년 ~ 1908년)은 구한말의 의병장이다. 본관은 전주(全州). 자는 낙인(樂仁), 호는 운강(雲崗)이다.

## 생애
이강년은 경상도 문경군 가은면에서 아버지 이기태(李起台)와 어머니 의령 남씨의 사이에서 외동아들로 태어났다. 조선 3대 왕 태종(太宗)임금의 둘째아들인 효령대군(孝寧大君) 이보(李補)의 18대손이며 유인석의 문인(門人)이다.
1880년(고종 17) 무과(武科)에 급제하여 종 6품 행용양위부사과에 올라 선전관(宣傳官)이 되었으나 1884년 갑신정변 때 관직을 버리고 고향에 돌아갔다.

### 의병 활동
1894년 동학 농민 운동 때 문경 동학군의 지휘관으로 일본군, 탐관오리와 싸웠으며, 1895년 을미사변이 발생하자 의병을 일으켜 제천에서 류인석의 의병과 합류하여 유격장(遊擊將)이 되었다. 1905년(광무 9) 을사늑약이 맺어지고 1907년(융희 1) 고종이 양위당하자 영춘(永春)에서 의병을 일으켜 원주의 민긍호와 합세, 충주를 공격했다.
이해 12월 전국의 의병들이 서울을 공격할 때 13도 창의군에 가담했고, 그 후 가평·인제·강릉·양양·용소동(龍沼洞)·갈기동(葛其洞)·백담사 등지에서 연승을 거두는 성과를 올렸다.

### 최후
단양 금수산 전투에서 발목에 총탄을 맞아 걷지 못해 체포되어 1908년 서울 서대문 형무소에서 교수형을 당했다(향년 49세).

## 사후
- 대한민국 정부는 고인의 공헌을 기려 1962년 건국훈장 대한민국장이 추서되었다.
- 그의 항일 이력으로 인해 가족들은 고향을 떠나 살게 되었으며 이 틈을 이용하여 일본인 3명과 일경으로 종사했던 한국인 1명이 이강년 소유의 경북 문경시 가은읍 완장리 일대 토지 3,000여 평을 강탈해갔다 한다. 그의 가족이 숨어지내는 사이 문경 총독이라는 경찰과 한국인 경찰 이모 씨가 그의 아들을 총칼로 협박해 ‘매도’한 것처럼 강제로 도장을 찍게 했다.[1]

## 가족
- 조부: 이덕의(德義)
  - 부친: 이기태(起台)
    - 자녀: 이승재(承宰), 이긍재(兢宰), 이명재(明宰)

## 같이 보기
- 유인석
- 허위
- 민긍호
- 이은찬
- 이인영
- 건국훈장 대한민국장 수훈자 목록